# Thái Lai (xã)
Thái Lai là một xã thuộc huyện Hà Trung, tỉnh Thanh Hóa, Việt Nam.

## Địa lý
Xã Thái Lai nằm ở phía đông huyện Hà Trung, có vị trí địa lý:
- Phía đông giáp các xã Hà Châu, Hà Hải
- Phía tây giáp thị trấn Hà Trung và các xã Hà Bình, Yến Sơn
- Phía nam giáp các xã Lĩnh Toại, Yến Sơn
- Phía bắc giáp xã Hoạt Giang.

Xã Thái Lai có diện tích tự nhiên 12,88 km², quy mô dân số năm 2022 là 9.212 người, mật độ dân số đạt 715 người/km². Dân cư sinh sống tại Thái Lai chủ yếu là người Kinh.

## Lịch sử
Địa bàn xã Thái Lai hiện nay trước đây vốn là hai xã Hà Thái và Hà Lai thuộc huyện Hà Trung.
Ngày 5 tháng 7 năm 1977, huyện Hà Trung sáp nhập với huyện Nga Sơn thành huyện Trung Sơn, 2 xã Hà Thái và Hà Lai thuộc huyện Trung Sơn. Đến ngày 30 tháng 8 năm 1982, các xã trở lại trực thuộc huyện Hà Trung vừa tái lập.
Đến năm 2017, xã Hà Thái có 7 thôn, xã Hà Lai có 8 thôn. Sau đó, Hội đồng nhân dân tỉnh Thanh Hóa khóa XVII thông qua các nghị quyết về việc sáp nhập thôn:
- Xã Hà Thái: nhập thôn Tân Long vào thôn Thái Bình, nhập thôn Bùi Sơn vào thôn Thái Tây, nhập các thôn Thái Minh 1, Thái Minh 2 thành thôn Thái Minh;[8]
- Xã Hà Lai: nhập thôn 3 và thôn 4 thành thôn Mậu Yên 2, nhập các thôn 6, 7, 8 thành thôn Vân Cô, đổi tên các thôn 1, 2, 5 lần lượt thành các thôn Phú Thọ, Nhạn Trạch, Mậu Yên 1.[9]

Sau sắp xếp, xã Hà Thái có 4 thôn, xã Hà Lai có 5 thôn.
Năm 2022, xã Hà Thái có diện tích 6,00 km², dân số là 4.328 người, mật độ dân số đạt 721 người/km², xã Hà Lai có diện tích 6,88 km², dân số là 4.884 người, mật độ dân số đạt 710 người/km².
Ngày 24 tháng 10 năm 2024, Ủy ban Thường vụ Quốc hội thông qua Nghị quyết số 1238/NQ-UBTVQH15 (có hiệu lực từ ngày 1 tháng 1 năm 2025). Theo đó, nhập toàn bộ diện tích và dân số của xã Hà Thái và xã Hà Lai thành xã Thái Lai.

## Hành chính
Xã Thái Lai được chia thành 9 thôn: Mậu Yên 1, Mậu Yên 2, Nhạn Trạch, Phú Thọ, Thái Bình, Thái Hòa, Thái Minh, Thái Tây, Vân Cô.